# Паддінгтон
Паддінгтон (Педдінгтон) (англ. Paddington) — район Лондона, однойменна пересадочна станція метро і лондонський вокзал. Назва була зареєстрована в 1056 році як Педінгтон. Педінгтон / Педдінгтон означає «маєток / маєток Педі / Педді», де Педі (Педді) є староанглійським варіантом імені Патрік. Станція Педдінгтон — найбільший пересадочний вузол лондонського метро, пов'язана з 4-ма лініями. З вокзалу Педдінгтон вирушають поїзди далекого прямування (західна частина країни, Бристоль, Бат і південний Уельс) і приміський пасажирський транспорт (на захід від Лондона).